# Limnophila (Limnophila) novella
Limnophila (Limnophila) novella is een tweevleugelige uit de familie steltmuggen (Limoniidae). De soort komt voor in het Australaziatisch gebied.